# Michele De Rosa

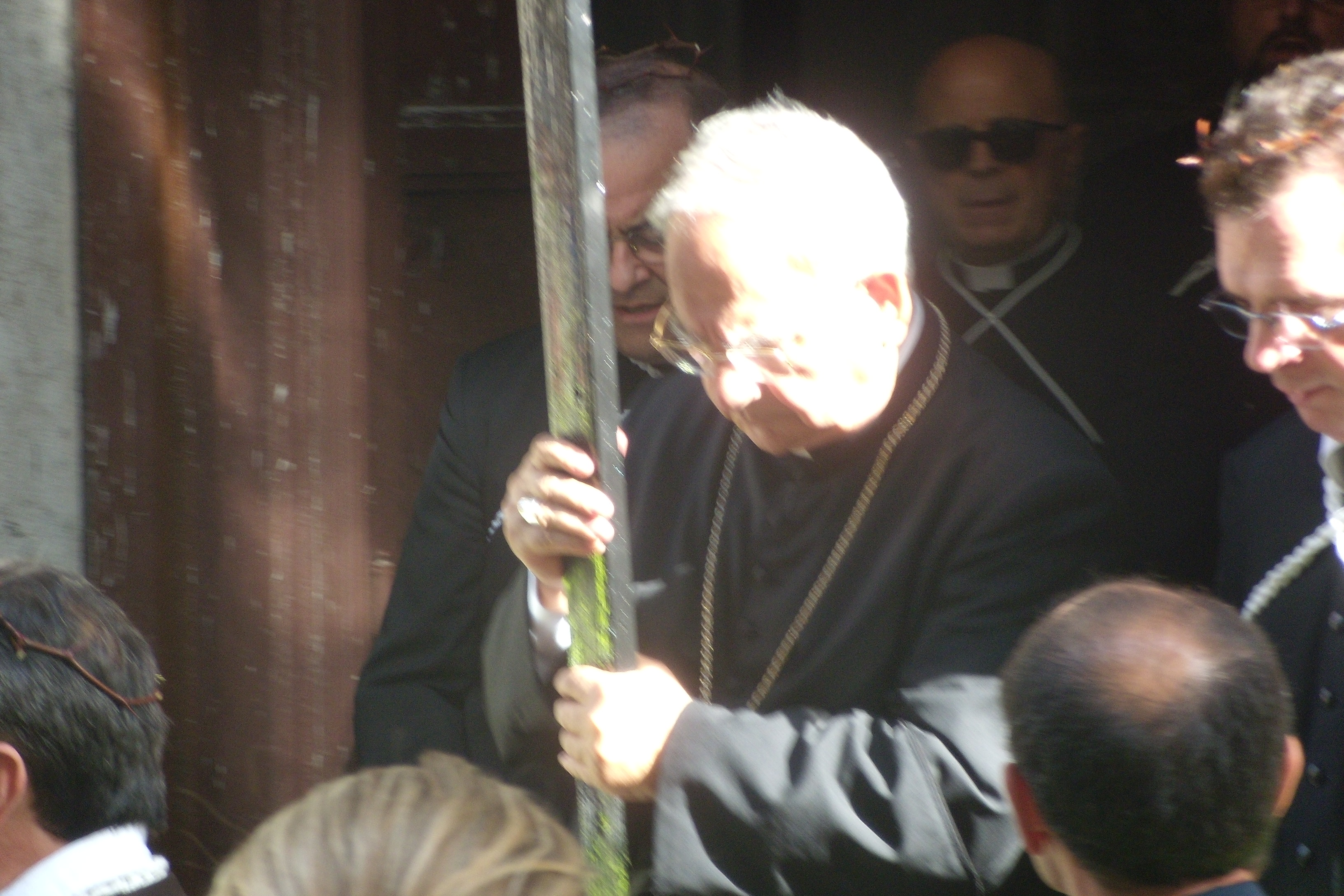
Michele De Rosa 2010

Wappen von Michele de Rosa

Michele De Rosa (* 17. November 1940 in Acerno, Provinz Salerno, Italien) ist ein römisch-katholischer Geistlicher und emeritierter Bischof von Cerreto Sannita-Telese-Sant’Agata de’ Goti.

## Leben
Michele De Rosa empfing am 29. Juni 1964 das Sakrament der Priesterweihe.
Am 23. Mai 1998 ernannte ihn Papst Johannes Paul II. zum Bischof von Cerreto Sannita-Telese-Sant’Agata de’ Goti. Der Erzbischof von Neapel, Michele Kardinal Giordano, spendete ihm am 12. Juli desselben Jahres die Bischofsweihe; Mitkonsekratoren waren der Erzbischof von Salerno-Campagna-Acerno, Gerardo Pierro, und der Erzbischof von Benevent, Serafino Sprovieri.
Am 24. Juni 2016 nahm Papst Franziskus seinen altersbedingten Rücktritt an.